# Hugonia obtusifolia
Hugonia obtusifolia là một loài thực vật có hoa trong họ Linaceae. Loài này được C.H.Wright mô tả khoa học đầu tiên năm 1901.